# Brdo Blaženstava
Brdo Blaženstva ili Gora Blaženstava (hebrejski: הר האושר, Har HaOsher) je brdo u sjevernom Izraelu, na visoravni Korazim. Vjeruje se da je tu Isus održao Govor na gori.
Tradicionalno mjesto za Brdo Blaženstva nalazi se na sjeverozapadnoj obali Galilejskog mora, između Kafarnauma i arheološkog nalazišta Genezaret (Ginosar), na južnim padinama visoravni Korazim. Njegova negativna nadmorska visina (oko 25 metara ispod razine mora, gotovo 200 metara iznad Galilejskog mora) čini ga jednim od najnižih vrhova svijeta.
Stvarna lokacija Govora na gori nije sigurna, ali sadašnje mjesto (također poznato kao gora Eremos) obilježava se više od 1600 godina. Mjesto je vrlo blizu Tabghe. Ostala predložena mjesta za Isusov Govor na gori uključuju obližnju planinu Arbel, ili čak Rogove Hattina.
Bizantska crkva podignuta je niže niz padinu od današnjeg mjesta u 4. stoljeću, a koristila se do 7. stoljeća. Još uvijek su vidljivi ostaci cisterne i samostana. Sadašnja rimokatolička franjevačka kapela sagrađena je 1937.-'38, prema planovima talijanskoga arhitekta Antonija Barluzzija.
Papa Ivan Pavao II. služio je misu na ovom mjestu u ožujku 2000. godine. Hodočasnička ruta Isusovom stazom povezuje Goru s drugim mjestima iz Isusova života.